# 1953년 일본 프로 야구 올스타전
1953년 일본 프로 야구 올스타전은 1953년 7월 1일과 7월 6일, 7월 8일에 열린 일본 프로 야구의 올스타전 경기이다.

## 출장 선수
| 센트럴 리그 | 센트럴 리그       | 센트럴 리그 | 센트럴 리그 |
| ----------- | ----------------- | ----------- | ----------- |
| 감독        | 미즈하라 시게루   | 요미우리    |             |
| 코치        | 고니시 도쿠로     | 요쇼        |             |
| 코치        | 마쓰키 겐지로     | 오사카      |             |
| 투수        | 하세가와 료헤이   | 히로시마    | 2           |
| 투수        | 벳쇼 다케히코     | 요미우리    | 3           |
| 투수        | 스기시타 시게루   | 나고야      | 3           |
| 투수        | 후지무라 다카오   | 오사카      | 3           |
| 투수        | 오토모 다쿠미     | 요미우리    | 2           |
| 투수        | 이시카와 가쓰히코 | 나고야      | 첫 출장     |
| 투수        | 가네다 마사이치   | 고쿠테쓰    | 3           |
| 투수        | 나카오 히로시     | 요미우리    | 2           |
| 투수        | 후지모토 히데오   | 요미우리    | 3           |
| 투수        | 가지오카 다다요시 | 오사카      | 2           |
| 포수        | 노구치 아키라     | 나고야      | 3           |
| 포수        | 히로타 준         | 요미우리    | 2           |
| 포수        | 도쿠아미 시게루   | 오사카      | 2           |
| 1루수       | 가와카미 데쓰하루 | 요미우리    | 3           |
| 2루수       | 치바 시게루       | 요미우리    | 3           |
| 3루수       | 고다마 리이치     | 나고야      | 첫 출장     |
| 유격수      | 시라이시 가쓰미   | 히로시마    | 첫 출장     |
| 내야수      | 니시자와 미치오   | 나고야      | 3           |
| 내야수      | 후지무라 후미오   | 오사카      | 3           |
| 내야수      | 우노 미쓰오       | 요미우리    | 첫 출장     |
| 내야수      | 히라이 사부로     | 요미우리    | 3           |
| 외야수      | 고즈루 마코토     | 히로시마    | 2           |
| 외야수      | 스기야마 사토시   | 나고야      | 2           |
| 외야수      | 하라다 도쿠미쓰   | 나고야      | 3           |
| 외야수      | 가네다 마사야스   | 오사카      | 첫 출장     |
| 외야수      | 요나미네 가나메   | 요미우리    | 2           |
| 외야수      | 미나미무라 후카시 | 요미우리    | 2           |
| 외야수      | 이와모토 요시유키 | 요쇼        | 3           |
| 외야수      | 아오타 노보루▲    | 요쇼        | 3           |

| 퍼시픽 리그 | 퍼시픽 리그       | 퍼시픽 리그 | 퍼시픽 리그 |
| ----------- | ----------------- | ----------- | ----------- |
| 감독        | 야마모토 가즈토   | 난카이      |             |
| 코치        | 후지모토 사다요시 | 다이에이    |             |
| 코치        | 와카바야시 다다시 | 마이니치    |             |
| 투수        | 세키네 준조       | 긴테쓰      | 2           |
| 투수        | 사와후지 미쓰로   | 긴테쓰      | 첫 출장     |
| 투수        | 유키 스스무       | 난카이      | 3           |
| 투수        | 가와사키 도쿠지   | 니시테쓰    | 3           |
| 투수        | 아라마키 아쓰시   | 마이니치    | 2           |
| 투수        | 하야시 기이치     | 다이에이    | 3           |
| 투수        | 히메노 고지       | 다이에이    | 첫 출장     |
| 투수        | 시바타 에이지     | 한큐        | 첫 출장     |
| 투수        | 요네카와 야스오   | 도큐        | 2           |
| 투수        | 오쓰 마모루       | 니시테쓰    | 첫 출장     |
| 포수        | 쓰쓰이 게이조     | 난카이      | 3           |
| 포수        | 마쓰이 아쓰시     | 난카이      | 첫 출장     |
| 포수        | 이세가와 마스미   | 한큐        | 2           |
| 1루수       | 이이다 도쿠지     | 난카이      | 3           |
| 2루수       | 오카모토 이사미   | 난카이      | 첫 출장     |
| 3루수       | 가게야마 가즈오   | 난카이      | 3           |
| 유격수      | 기즈카 주스케     | 난카이      | 3           |
| 내야수      | 후카미 야스히로   | 도큐        | 첫 출장     |
| 내야수      | 혼도 야스야       | 마이니치    | 2           |
| 내야수      | 나카니시 후토시   | 니시테쓰    | 첫 출장     |
| 내야수      | L. 레인스         | 한큐        | 첫 출장     |
| 외야수      | 아라카와 히로시   | 마이니치    | 첫 출장     |
| 외야수      | 벳토 가오루       | 마이니치    | 3           |
| 외야수      | 오시타 히로시     | 니시테쓰    | 3           |
| 외야수      | 도쿠라 가쓰키     | 한큐        | 2           |
| 외야수      | 스가와라 미치히로 | 다이에이    | 첫 출장     |
| 외야수      | 고 쇼세이         | 마이니치    | 2           |
| 외야수      | 호리이 가즈오     | 난카이      | 2           |

- 굵은 글씨는 팬 투표로 선출된 선수, ▲는 출장 사퇴 선수 발생에 의한 보충 선수.
  - 이시카와(나고야), 나카오(요미우리), 가지오카(오사카), 사와후지(긴테쓰), 히메노(다이에이), 오쓰(니시테쓰) 등은 3경기 모두 출전 기회가 없었다.[3]

## 올스타전 경기 결과

### 1차전

#### 스코어
| 팀                                                                    | 1 | 2 | 3 | 4 | 5 | 6 | 7 | 8 | 9 | 10 | 11 | R | H | E |
| 퍼시픽                                                                | 0 | 0 | 0 | 0 | 0 | 0 | 0 | 0 | 0 | 0  | 2  | 2 | 7 | 1 |
| 센트럴                                                                | 0 | 0 | 0 | 0 | 0 | 0 | 0 | 0 | 0 | 0  | 0  | 0 | 4 | 3 |
| 승리 투수: 하야시 기이치(다이에이) 패전 투수: 스기시타 시게루(나고야) |   |   |   |   |   |   |   |   |   |    |    |   |   |   |

#### 출장 선수
| 퍼시픽 | 퍼시픽 | 퍼시픽          |
| 타순   | 수비   | 선수            |
| ------ | ------ | --------------- |
| 1      | (三)   | 가게야마 가즈오 |
| 2      | (유)   | 기즈카 주스케   |
| 3      | (중)   | 벳토 가오루     |
| 4      | (좌)   | 오시타 히로시   |
| 5      | (一)   | 이이다 도쿠지   |
| 6      | (二)   | 오카모토 이사미 |
| 7      | (우)   | 아라카와 히로시 |
| 8      | (포)   | 쓰쓰이 게이조   |
| 9      | (투)   | 세키네 준조     |

| 센트럴 | 센트럴 | 센트럴            |
| 타순   | 수비   | 선수              |
| ------ | ------ | ----------------- |
| 1      | (유)   | 시라이시 가쓰미   |
| 2      | (二)   | 치바 시게루       |
| 3      | (중)   | 고즈루 마코토     |
| 4      | (一)   | 가와카미 데쓰하루 |
| 5      | (좌)   | 스기야마 사토시   |
| 6      | (三)   | 고다마 리이치     |
| 7      | (우)   | 하라다 도쿠미쓰   |
| 8      | (포)   | 노구치 아키라     |
| 9      | (투)   | 하세가와 료헤이   |

#### 수상 선수
MVP
- 이이다 도쿠지(난카이)

### 2차전

#### 스코어
| 팀                                                                      | 1 | 2 | 3 | 4 | 5 | 6 | 7 | 8 | 9 | R | H | E |
| 퍼시픽                                                                  | 0 | 0 | 0 | 0 | 0 | 0 | 0 | 0 | 0 | 0 | 3 | 1 |
| 센트럴                                                                  | 0 | 0 | 0 | 0 | 2 | 0 | 0 | 0 | X | 2 | 3 | 0 |
| 승리 투수: 오토모 다쿠미(요미우리) 패전 투수: 가와사키 도쿠지(니시테쓰) |   |   |   |   |   |   |   |   |   |   |   |   |

#### 출장 선수
| 퍼시픽 | 퍼시픽 | 퍼시픽          |
| 타순   | 수비   | 선수            |
| ------ | ------ | --------------- |
| 1      | (三)   | 가게야마 가즈오 |
| 2      | (유)   | 기즈카 주스케   |
| 3      | (중)   | 벳토 가오루     |
| 4      | (좌)   | 오시타 히로시   |
| 5      | (一)   | 이이다 도쿠지   |
| 6      | (二)   | 오카모토 이사미 |
| 7      | (우)   | 아라카와 히로시 |
| 8      | (포)   | 쓰쓰이 게이조   |
| 9      | (투)   | 유키 스스무     |

| 센트럴 | 센트럴 | 센트럴            |
| 타순   | 수비   | 선수              |
| ------ | ------ | ----------------- |
| 1      | (우)   | 하라다 도쿠미쓰   |
| 2      | (二)   | 치바 시게루       |
| 3      | (중)   | 고즈루 마코토     |
| 4      | (一)   | 가와카미 데쓰하루 |
| 5      | (三)   | 고다마 리이치     |
| 6      | (좌)   | 스기야마 사토시   |
| 7      | (포)   | 노구치 아키라     |
| 8      | (투)   | 후지무라 다카오   |
| 9      | (유)   | 시라이시 가쓰미   |

#### 수상 선수
MVP
- 히라이 사부로(요미우리)

### 3차전

#### 스코어
| 팀                                                                        | 1 | 2 | 3 | 4 | 5 | 6 | 7 | 8 | 9 | R | H | E |
| 퍼시픽                                                                    | 0 | 0 | 0 | 0 | 0 | 0 | 0 | 0 | 3 | 3 | 7 | 0 |
| 센트럴                                                                    | 0 | 0 | 0 | 0 | 0 | 0 | 0 | 0 | 0 | 0 | 4 | 0 |
| 승리 투수: 가와사키 도쿠지(니시테쓰) 패전 투수: 후지모토 히데오(요미우리) |   |   |   |   |   |   |   |   |   |   |   |   |

#### 출장 선수
| 퍼시픽 | 퍼시픽 | 퍼시픽          |
| 타순   | 수비   | 선수            |
| ------ | ------ | --------------- |
| 1      | (三)   | 가게야마 가즈오 |
| 2      | (유)   | 기즈카 주스케   |
| 3      | (중)   | 벳토 가오루     |
| 4      | (좌)   | 오시타 히로시   |
| 5      | (一)   | 이이다 도쿠지   |
| 6      | (二)   | 오카모토 이사미 |
| 7      | (우)   | 아라카와 히로시 |
| 8      | (포)   | 쓰쓰이 게이조   |
| 9      | (투)   | 요네카와 야스오 |

| 센트럴 | 센트럴 | 센트럴            |
| 타순   | 수비   | 선수              |
| ------ | ------ | ----------------- |
| 1      | (우)   | 하라다 도쿠미쓰   |
| 2      | (二)   | 치바 시게루       |
| 3      | (중)   | 고즈루 마코토     |
| 4      | (一)   | 가와카미 데쓰하루 |
| 5      | (三)   | 고다마 리이치     |
| 6      | (좌)   | 스기야마 사토시   |
| 7      | (포)   | 노구치 아키라     |
| 8      | (투)   | 스기시타 시게루   |
| 9      | (유)   | 시라이시 가쓰미   |

#### 수상 선수
MVP
- 호리이 가즈오(난카이)

## 같이 보기
- 일본 야구 기구
- 일본 프로 야구 올스타전